# André Dupin
André Marie Jean Jacques Dupin (1. února 1783 Varzy – 10. listopadu 1865 Paříž) byl francouzský právník, politik a člen Francouzské akademie.
Svým dílem Jésus devant Caïphe et Pilate ovlivnil mj. i amerického právníka Simona Greenleafa.

## Dílo

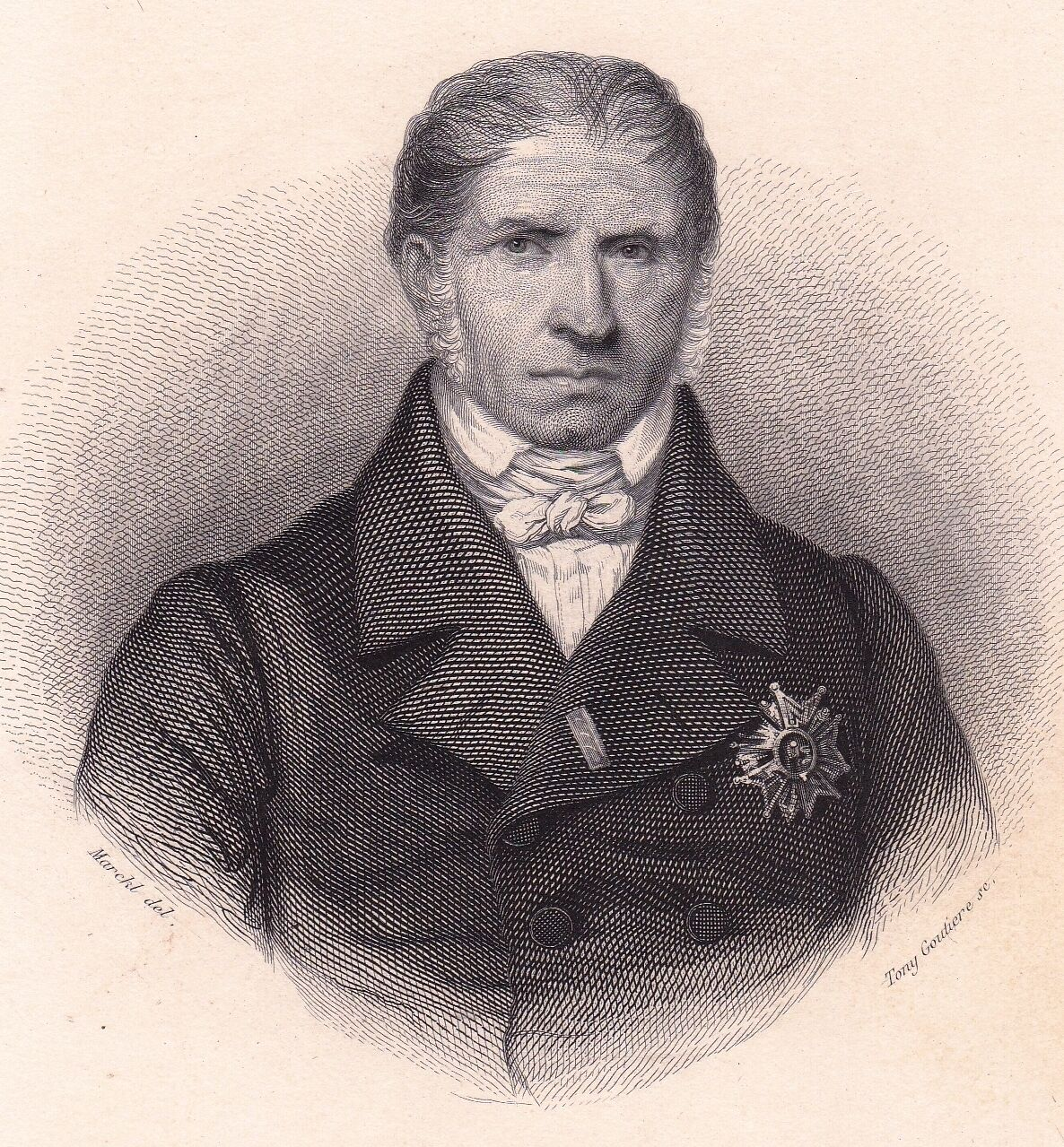
André Dupin

- Traité des successions ab intestat, 1804
- Principia juris civilis, 1806, 5 svazlů
- Réflexions sur l'enseignement de l'étude du droit, 1807
- Précis historique du droit romain, depuis Romulus jusqu'à nos jours, 1809
- Dissertations sur les rapports des cohéritiers, 1810
- Heinecii recitationes et elementa juris civilis, 1810, 2 svazky
- Tronchet, Ferey et Poirier, dialogue, 1811
- Dissertation sur le domaine des mers, et la contrebande, 1811
- Dictionnaire des arrêts modernes, 1812, 2 svazky
- De la nécessité de réviser et de classer les lois promulguées depuis 1789, 1814
- Des magistrats d'autrefois, des magistrats de la Révolution, des magistrats à venir, 1814
- De la libre défense des accusés, 1815
- Code du commerce des bois et charbons, 1817, 2 svazky
- Lettres sur la profession d'avocat, 1818, 2 svazky
- Discussion sur les apanages, 1818
- Prolegomena juris, 1820
- Précis historique de l'administration et de la comptabilité des revenus communaux, 1820
- Du droit d'aînesse, 1820
- Notices historiques et critiques sur plusieurs livres de jurisprudence, 1820
- Bibliothèque choisie à l'usage des étudiants en droit, 1821
- Observations sur plusieurs points de notre législation criminelle, 1821
- Histoire de l'administration des secours publics, 1821
- De la jurisprudence des arrêts à l'usage de ceux qui les font et de ceux qui les citent, 1822
- Choix de plaidoyers en matière politique et civil, 1823, 2 svazky
- Legum leges, sive Baconii tractatus de fontibus universi juris, 1823
- Pièces relatives au procès du duc d'Enghien, 1823
- Lois des communes, avec introduction historique, 1823, 2 svazky
- Les libertés de l'Église gallicane, 1824
- Manuel des étudiants en droit et des jeunes avocats, 1825
- Précis historique du droit français, 1826
- Notions élémentaires sur la justice, le droit et les lois, 1827
- Le procès du Christ, Jésus devant Caïphe et Pilate, 1828
- Mémoires et plaidoyers de 1806 à 1830, 1830, 20 svazků
- Trois lettres sur l'aristocratie, le clergé et la pairie, 1831
- Recueil de pièces concernant l'exercice de la profession d'avocat, 1832, 2 svazky
- La Révolution de 1830, son caractère légal et politique, 1834
- Des apanages en général et de l'apanage d'Orléans en particulier, 1835
- Réquisitoires, plaidoyers et discours de rentrée, 1836–1874, 14 svazků
- Réfutation du manifeste catholique de M. de Montalembert, 1844
- Manuel du droit public ecclésiastique français, 1845
- Des comices agricoles, 1849
- Le Morvan, topographie, mœurs des habitants, 1852
- Présidence de l'Assemblée législative, 1853
- Mémoires, Paris, H. Plon, 1855–1861, 4 svazky
- Règles générales de droit et de morale tirées de l'Écriture sainte, 1857
- Travaux académiques, discours et rapports, 1862
- Opinion sur le luxe effréné des femmes, 1865
- Manuel du droit ecclésiastique français, 1865
- Lois de compétence des fonctionnaires publics de toutes les hiérarchies, 1865, 4 svazky
- Réquisitoires, mercuriales et discours de rentrée de 1830 à 1852, 11 svazků